# Portico Quartet
Het Portico Quartet is een Britse jazzband uit Londen. Een belangrijk deel van hun sound danken ze aan het gebruik van de hang, een percussie-instrument dat in 2000 gepresenteerd werd. Verder kent de muziek van het Portico Quartet duidelijke invloeden van minimal music.
De naam van de band verwijst naar de portico, waaronder de band moest schuilen na een vanwege regen afgeblazen optreden in Italië.
De band bestond aanvankelijk uit Jack Wyllie op saxofoon, Milo Fitzpatrick op contrabas, Nick Mulvey op hang en percussie en Duncan Bellamy op drums. Begin 2011 verliet hangspeler van het eerste uur Nick Mulvey de band om zich toe te leggen op zijn carrière als singer-songwriter. Hij werd vervangen door Keir Vine.

## Discografie
- Knee-deep in the North Sea (2007, Babel Label)
- Isla (2009, Real World Records)
- Portico Quartet (2012, Real World Records)
- Live/Remix (2013, Real World Records)
- Art in the Age of Automation (2017, Gondwana)
- Memory Streams (2019, Gondwana)
- Terrain (2021, Gondwana)